# Wolf-Dietrich Berg
Wolf-Dietrich Berg (* 17. Mai 1944 in Danzig; † 26. Januar 2004 in Hamburg) war ein deutscher Schauspieler und Synchronsprecher.

## Leben
Berg machte seine Schauspielausbildung 1964/1965 an der Westfälischen Schauspielschule Bochum und erhielt sein erstes Theaterengagement im darauf folgenden Jahr in Dortmund. Weitere Bühnenstationen waren Essen, Düsseldorf, München und das Deutsche Schauspielhaus in Hamburg (1972–1980). Dort war er später häufig als Gast engagiert, wie 1990 in dem Musical Guys and Dolls. 1999/2000 spielte er in Eric Emanuel Schmitts Der Freigeist den Denis Diderot, 2002 und 2003 den Mammon im Jedermann von Hugo von Hofmannsthal. Schwerpunkt seiner späteren schauspielerischen Arbeit waren aber vor allem Fernsehserien wie Der Landarzt (ZDF), Die Insel (Das Erste), Unser Lehrer Doktor Specht (ZDF), Ein Fall für zwei (ZDF) und Edel & Starck (Sat.1).
Berg erlag im Alter von 59 Jahren einem Krebsleiden. Seine markante Stimme ist bis heute noch als Synchronstimme sowie in der Radio- und Fernsehwerbung zu hören („Das König der Biere“). Auch als Hörspielsprecher war Berg aktiv, so beispielsweise in den Folgen Die Spur des Raben (75) und Gefährliches Quiz (109) der langjährigen Hörspielserie Die drei ???
Beigesetzt wurde er anonym auf dem Friedhof Eidelstedt in Hamburg.

## Filmografie (Auswahl)
- 1970: Tatort – Taxi nach Leipzig
- 1971: Tatort – Kressin stoppt den Nordexpreß
- 1973: Hamburg Transit (Fernsehserie, Folge Ein Koffer zuviel)
- 1976: Paule Pauländer
- 1978: Moritz, lieber Moritz
- 1978: Tatort – Trimmel hält ein Plädoyer
- 1979: Kümo Henriette (Fernsehserie, Folge Seeadler gegen Bungalow)
- 1980: Neues aus Uhlenbusch (Fernsehserie, 1 Folge)
- 1982: Tatort – Blaßlila Briefe
- 1982: St. Pauli-Landungsbrücken (Fernsehserie, 1 Folge)
- 1983: Martin Luther
- 1983: Ein Fall für zwei (Fernsehserie, Folge: Der Zeuge)
- 1984: Ein Mann namens Parvus (Fernsehfilm)
- 1984: Gesichter des Schattens
- 1984: Lenin in Zürich (Fernsehfilm)
- 1984: Ein Fall für zwei (Fernsehserie, Folge: Morgengrauen)
- 1985: Hautnah (Fernsehfilm)
- 1985: Ein Fall für TKKG (Fernsehserie, Folge 5, Das Geheimnis der chinesischen Vase)
- 1986: Jokehnen (Fernsehserie)
- 1986: Die Krimistunde (Fernsehserie, Folge 21, Steckenpferderennen)
- 1987–2004: Der Landarzt (23 Folgen)
- 1987: Die Insel (Fernsehserie, 6 Folgen)
- 1988: Tatort – Spuk aus der Eiszeit
- 1988: Liebling Kreuzberg (Fernsehserie, 1 Folge)
- 1988: Ein Fall für zwei (Fernsehserie, Folge Der Mann auf dem Foto)
- 1989: Rivalen der Rennbahn
- 1991–2002: Großstadtrevier (Fernsehserie, 4 Folgen)
- 1991: Unser Lehrer Doktor Specht (Fernsehserie, Staffel 1)
- 1991: Tatort – Tod im Häcksler
- 1991: Moebius
- 1995: Corinna (Fernsehserie)
- 1995: Weihnachten mit Willy Wuff – Eine Mama für Lieschen (Fernsehfilm)
- 1997: Der Bulle von Tölz: Bei Zuschlag Mord
- 1998: Liebling Kreuzberg (Fernsehserie, 1 Folge)
- 1998: Im Namen des Gesetzes (Fernsehserie)
- 1999–2004: Hausmeister Krause – Ordnung muss sein (Fernsehserie)
- 1999: Die Rückkehr des schwarzen Buddha
- 1999: Traumfrau mit Nebenwirkungen (Fernsehfilm)
- 1999: Die Strandclique (Fernsehserie, 1 Folge)
- 1999: Die Pfefferkörner (Fernsehserie, 1 Folge)
- 2000: Tatort – Einsatz in Leipzig
- 2000: Tatort – Von Bullen und Bären
- 2001: Unser Charly (Fernsehserie, 1 Folge)
- 2003: Forsthaus Falkenau (Fernsehserie, 3 Folgen)
- 2002: Das beste Stück (Fernsehfilm)
- 2002–2004: Edel & Starck (Fernsehserie)
- 2003: Pfarrer Braun – Das Skelett in den Dünen (Fernsehserie)
- 2003: Sommernachtstod
- 2003: Balko (Fernsehserie)